# Charles Pelham, 8. Earl of Yarborough
Charles John Pelham, 8. Earl of Yarborough alias Abd al-Mateen (* 5. November 1963) ist ein britischer Adliger, Politiker und Grundbesitzer.

## Leben
Er ist der älteste Sohn von John Pelham, 7. Earl of Yarborough (1920–1991) und dessen Gattin Florence Anne Petronel Upton (1924–2013). Ab 1966 führte er als Heir apparent seines Vaters den Höflichkeitstitel Lord Worsley. Er wurde am Eton College ausgebildet.
Beim Tod seines Vaters erbte er am 21. März 1991 dessen umfangreiche Ländereien sowie den Adelstitel als 8. Earl of Yarborough, 9. Baron Yarborough und 8. Baron Worsley. Mit den Titeln war ein erblicher Sitz im House of Lords verbunden. Im Hansard sind zwei Parlamentsreden von ihm verzeichnet. Durch die Reformen des House of Lords Act 1999 verlor er schließlich seinen Parlamentssitz.
Er konvertierte zum Islam und nahm den Namen Abd al-Mateen an. Er war von 2014 bis 2015, als erster Muslim in diesem Amt, High Sheriff of Lincolnshire.

## Ehe und Nachkommen
Er ist seit 1990 mit Anna-Karin Zecevic verheiratet. Mit ihr hat er vier Söhne und eine Tochter:
- George Pelham, Lord Worsley (* 1990);
- Hon. William Pelham (* 1991);
- Hon. James Pelham (* 1994);
- Lady Margaret Pelham (* 1997);
- Hon. Edward Pelham (* 2002).